# El gran lord
El Gran Lord (título original: The Great Lord) es una novela de género fantástico de la escritora australiana Trudi Canavan. Se publicó por primera vez a finales de 2002 y es la tercera y última novela de la trilogía Crónicas del mago negro, aunque Trudi Canavan ya ha publicado una segunda trilogía, La espía Traidora, que retoma la acción veinte años después. La edición española apareció en julio de 2010.
El Gran Lord fue candidata al premio Ditmar a mejor novela de fantasía en 2004.

## Sinopsis
Ha transcurrido un año desde los acontecimientos narrados en La aprendiz y Sonea se ha ganado el respeto de sus compañeros aprendices en el Gremio de los Magos. Sin embargo, sigue enfrentada a un desafío inmenso: Akkarin, el Gran Lord del Gremio y su tutor, insiste en revelarle secretos sobre la historia de la magia negra y en advertirle del peligro que representan para Kyralia los magos de Sachaka, el país vecino. Sin embargo, tanto Sonea como su mentor Rothen desconfían profundamente de los objetivos del Gran Lord.
Por su parte, Cery se ha labrado una posición de poder entre los Ladrones de Imardin, pero también se ha comprometido a una misión que puede costarle la vida y que guarda relación con los magos. Lord Dannyl emprende una misión como infiltrado entre un grupo de nobles extranjeros que pretende aprender magia ilegalmente, y Lord Rothen se presta voluntario para viajar más allá de la frontera sachakana y averiguar qué hay de cierto en las amenazas de invasión.